# سم ریبرن
ساموئل تالیافرو ریبرن (انگلیسی: Samuel Taliaferro Rayburn؛ ۶ ژانویهٔ ۱۸۸۲ – ۱۶ نوامبر ۱۹۶۱) یک سیاست‌مدار اهل ایالات متحده آمریکا بود.